# The Hives
The Hives (transkr. Hajvs) švedska je muzička grupa. Osnovana je 1993. godine u Fagersti. 

## Članovi

### Sadašnji
- Per Almkvist (Haulin Pele Almkvist) — glavni vokal, klavir
- Niklas Almkvist (Nikolaus Arson) — gitara, klavijature, prateći vokal
- Mikael Karlson (Vigilante Karlstrom) — gitara, prateći vokal
- Johan Gustafson (The Johan and Only) — bas-gitara
- Kristijan Gran (Kris Dejndžeres) — bubanj, udaraljke, prateći vokal

### Bivši
- Matijas Bernval (Dr Met Distrakšon) — bas-gitara, prateći vokal

## Diskografija

### Studijski albumi
- (1997)
- (2000)
- (2004)
- (2007)
- (2012)

### Kompilacije
- (2001)

### izdanja
- (1994)
- (1996)
- (1998)
- (1998)
- (2010)

### Albumi uživo
- (2020)

## Nagrade i nominacije
- Nagrade Kju

| Godina | Kategorija             | Nominovano delo | Ishod      |
| ------ | ---------------------- | --------------- | ---------- |
| 2002.  | Najbolji izvođač uživo | —               | Osvojeno   |
| 2002.  | Najbolji singl         |                 | Nominacija |
| 2002.  | Najbolji spot          |                 | Nominacija |

## Nastupi u Srbiji
| Datum         | Mesto    | Prostor                 | Napomene                 | Izv.        |
| ------------- | -------- | ----------------------- | ------------------------ | ----------- |
| 13. jul 2008. | Novi Sad | Petrovaradinska tvrđava | u okviru festivala Egzit | [ 1 ] [ 2 ] |

## Spoljašnje veze
- Zvanični veb-sajt
- na sajtu
- na sajtu
- na sajtu
- na sajtu
- na sajtu
- Stari zvanični veb-sajt Архивирано на веб-сајту  (12. март 2008)
- Fotografije sa nastupa